# Maximilian von Welsch
Johann Maximilian von Welsch (* vor 23. Februar 1671 in Kronach; † 15. Oktober 1745 in Mainz) war ein deutscher Architekt, Oberbaudirektor und Festungsbaumeister.

## Leben

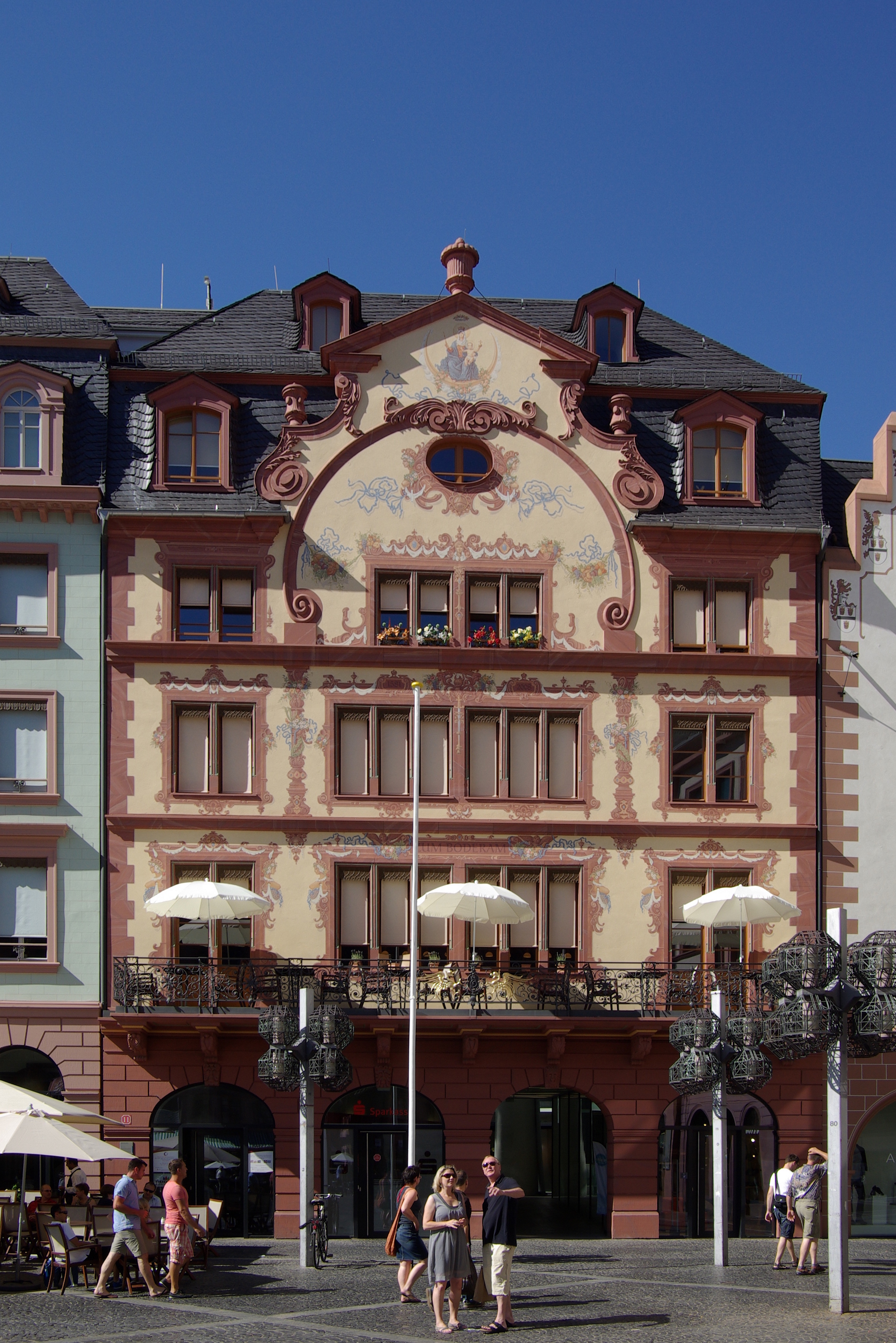
Markt in Mainz. Im Haus „Zum Boderam“, Markt 11, lebte Welsch von 1708 bis zu seinem Tod. Nach Kriegszerstörung 1945 wurden die Fassaden 1979 und erneut 2008 rekonstruiert.

Maximilian von Welsch gilt als bedeutender Vertreter des barocken Festungsbaus im Heiligen Römischen Reich. Daneben machte er sich mit dem Bau von Schlössern einen Namen.

### Ausbildung
Maximilian von Welsch reiste zur Ausbildung in die großen Metropolen der Zeit wie Wien, Rom und Paris. Er studierte die Bauten Francesco Borrominis, François Mansarts und Johann Bernhard Fischer von Erlachs.

### Wirken
1695 befand er sich bereits in kaiserlichen Militärdiensten und war für den Festungsbau zuständig. Der Name, den er sich dabei machte, veranlasste 1704 den Mainzer Kurfürsten und Erzbischof Lothar Franz von Schönborn, Welsch für den Ausbau und die Vollendung der Festung Mainz in die kurfürstliche Residenzstadt zu holen. Welsch wurde dabei von Ingenieur-Oberstleutnant Luttig, Ingenieur-Oberst Gerhard Cornelius von Walrave und weiteren Ingenieuroffizieren unterstützt. Ein Schüler von Welsch war auch Johann Valentin Thoman. 
In Mainz trug ihm Lothar Franz von Schönborn außerdem die weitere architektonische Gestaltung des Lustschlosses Favorite gegenüber der Mainmündung als verantwortlichen Baumeister auf. 1793 wurde die Favorite im Zuge der Belagerung der Stadt allerdings zerstört.
Mit dem Titel eines Kurmainzischen und Bamberger Oberbaudirektors (bis 1729) war von Welsch auch weiterhin für viele Schlossneu- und -ausbauten verantwortlich. Ab 1711 war er gemeinsam mit Johann Dientzenhofer, mit dem er schon gemeinsam an der Mainzer Favorite gebaut hatte, am Bau von Schloss Weißenstein in Pommersfelden, vor allem am Marstall, beteiligt. Ferner baute er für Georg August Samuel von Nassau-Idstein das Schloss Idstein aus und arbeitete am Mittelbau von Schloss Biebrich in Wiesbaden-Biebrich mit. Auch an der Würzburger Residenz und der Fuldaer Orangerie war Welsch zumindest Entwürfe vorlegend bzw. ausgestaltend tätig. Für seine Bauten war er bereits zu Lebzeiten berühmt und wurde vom Kaiser in Wien am 9. September 1714 zum Reichsritter mit dem Prädikat Edler von Welsch geadelt.
Spätestens ab den 1720er Jahren wurde Maximilian von Welsch jedoch immer häufiger vom aufstrebenden Balthasar Neumann verdrängt, dem Architekten und Bauleiter der Residenz und der Schönbornkapelle in Würzburg (Für beide Bauprojekte legte von Welsch um 1726 Entwürfe vor). und wohl bedeutendsten barocken Baumeister im heutigen Deutschland. Bereits geplante Projekte wurden von Neumann übernommen, die dieser jedoch nur stark modifiziert ausführte oder vollständig neu plante, wie beispielsweise auch die Wallfahrtskirche Vierzehnheiligen. Die Kirche in Amorbach (begonnen 1742) geht auf von Welschs Entwürfe zurück, ihre Vollendung erlebte er jedoch nicht mehr. Johann Maximilian Ritter und Edler von Welsch starb am 15. Oktober 1745 in Mainz. Begraben wurde er unter dem von ihm 1738 selbst entworfenen Hochaltar der Mainzer St. Quintin Kirche, die im Zweiten Weltkrieg zerstört wurde.
Im Landesmuseum Mainz wird der so genannte Welsch-Koffer ausgestellt. Es handelt sich um einen vollständig erhaltenen Messbesteck- und Reißzeugkoffer des Architekten, gefertigt vor 1714 wahrscheinlich in Paris. Umfang und Qualität der kostbaren Ausstattung dokumentieren den hohen gesellschaftlichen Rang Welschs im kurfürstlichen Mainz.

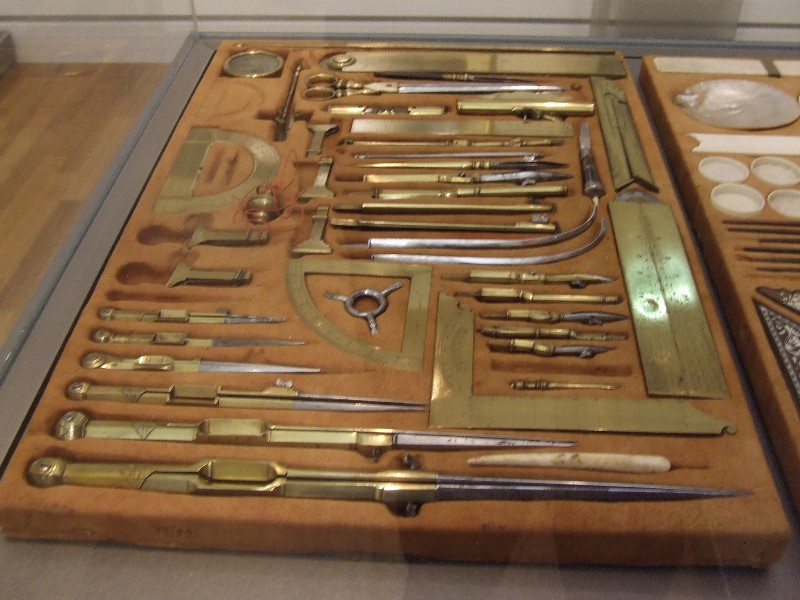
Einer von zwei herausnehmbaren Böden aus dem Messbesteck- und Reißzeugkoffer von Maximilian von Welsch
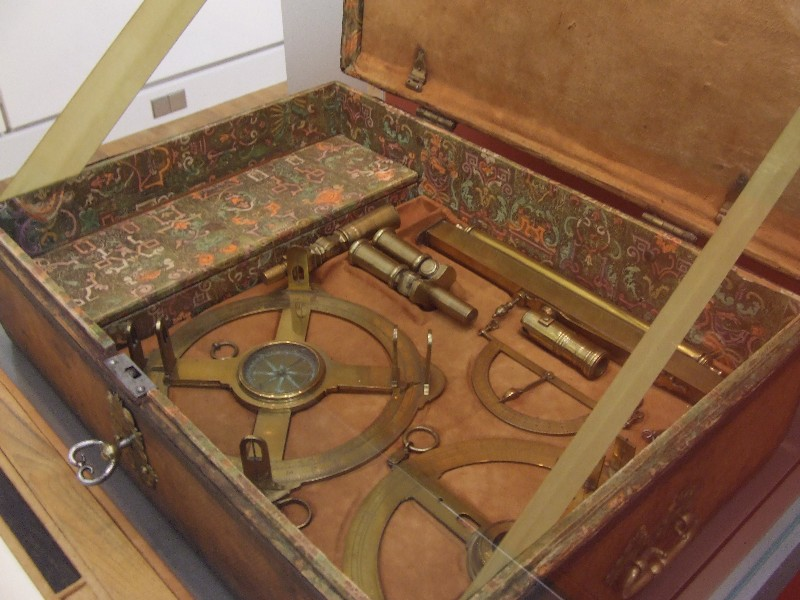
Holztruhe des Messbesteck- und Reißzeugkoffers von Maximilian von Welsch
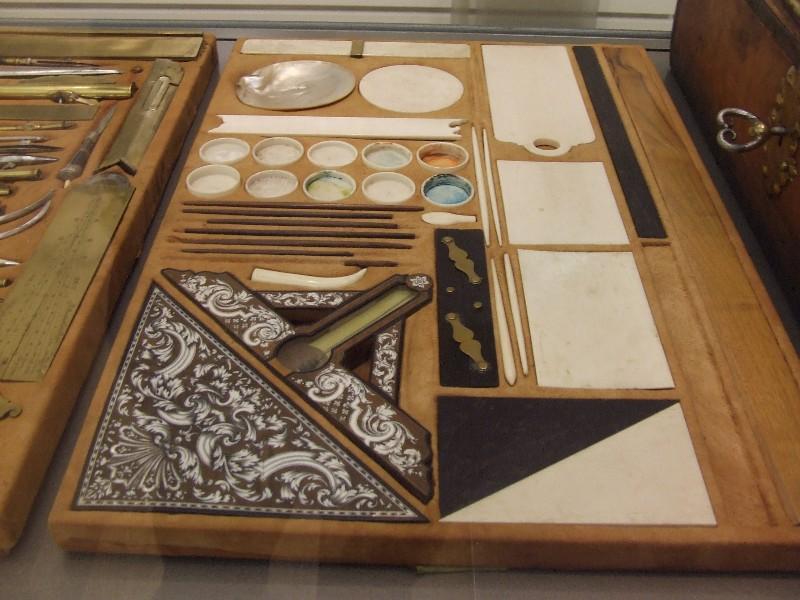
Zweiter der herausnehmbaren Böden aus dem Messbesteck- und Reißzeugkoffer von Maximilian von Welsch

## Posthume Ehrungen
- Die Maximilian-von-Welsch-Realschule in Kronach trägt seinen Namen, ebenso mehrere Straßen, unter anderem in Bruchsal.

## Werke
- Festungsbau:
  - Festung Mainz
  - Festung Rosenberg
  - Festung Forchheim
  - Zitadelle Petersberg in Erfurt
  - Festung Kehl
- Schlösser
  - Schloss Idstein

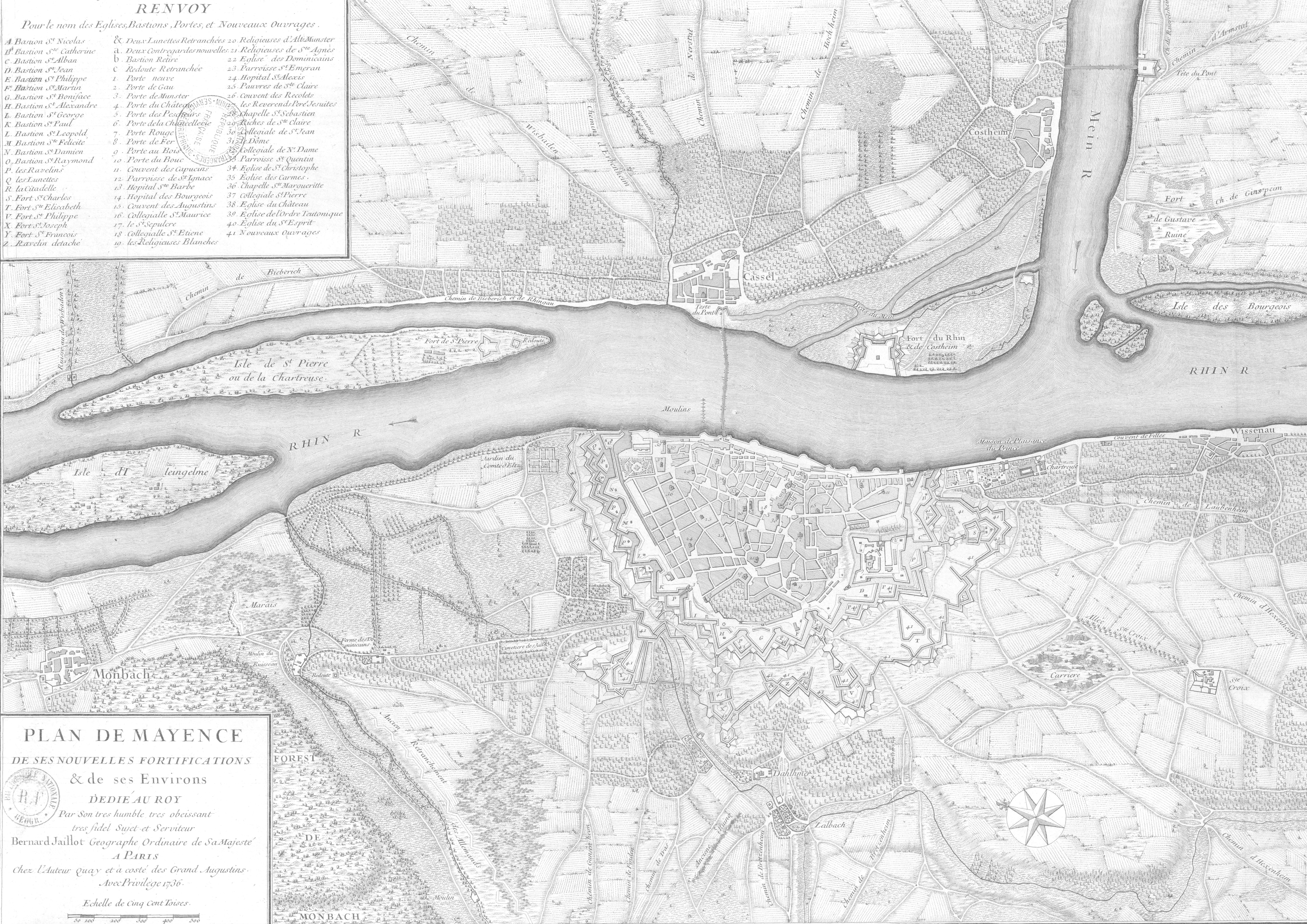
Plan der Stadt und Festung Mainz mit den neuen Fortifikationen – von Bernard-Antoine Jaillot, 1736

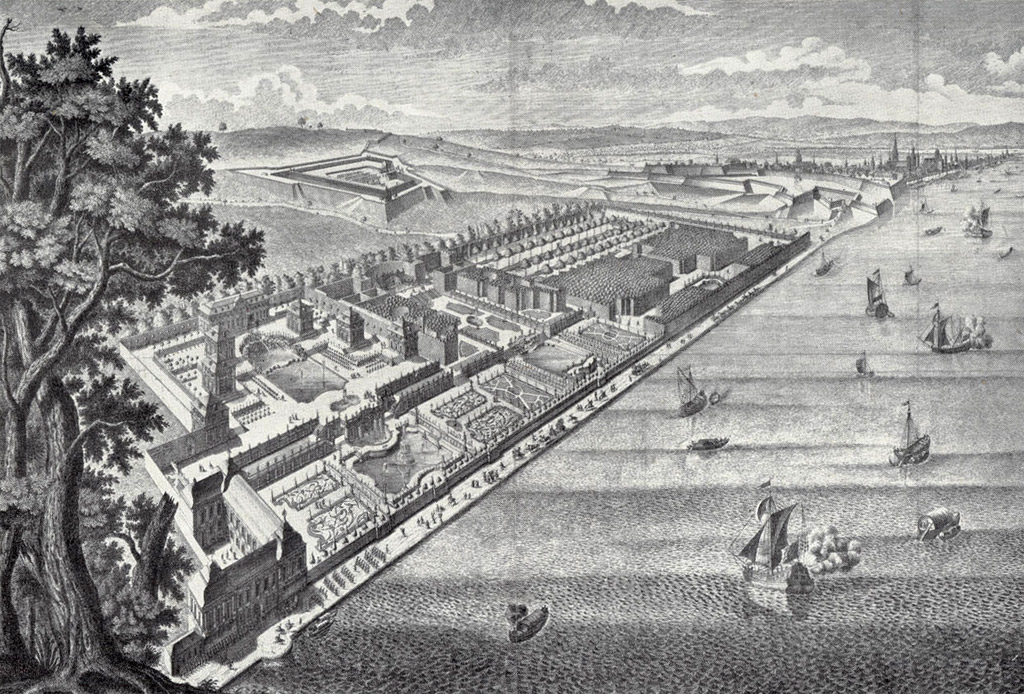
Lustschloss Favorite (Mainz), erbaut 1700–1722

  - Schloss Biebrich, samt Orangerie und Schlossgarten in Wiesbaden-Biebrich
  - Lustschloss Favorite (Mainz) (1793 geschleift)
  - Schloss Tiergarten (1758 abgegangen)
  - Schloss Bruchsal (Entwürfe und erste Ausführungen)
  - Würzburger Residenz (teilrealisierte Entwürfe, darunter die gerundeten Risalite der Seitenfronten, teilweise baukünstlerische Ausgestaltung)
  - Marstall von Schloss Weißenstein (Pommersfelden)
  - Orangerie Fulda
- Adelspalais und Regierungsbauten
  - Wambolder Hof, ehemaliger Domherrenhof in Worms
  - Kurmainzische Statthalterei in Erfurt (Ausbau zu einer Vierflügelanlage)
  - Schenck-Schmidtburger Hof in Koblenz (1712–1714, 1890 abgerissen)[5]
  - Teile der Kommende des Deutschen Ordens in Frankfurt am Main-Sachsenhausen
  - Neues Zeughaus Mainz
  - Torhaus von Haus Stapel, Havixbeck
- Kirchliche Einrichtungen
  - Kloster Amorbach, unter anderem Barockisierung der Kirche und Umgestaltung der Kirchtürme (1742–1745)
  - Hochaltäre in der Mainzer Kartause (heute in der Einhard-Basilika (Seligenstadt)), der Mainzer Quintinskirche und in der Stiftskirche von Ellwangen

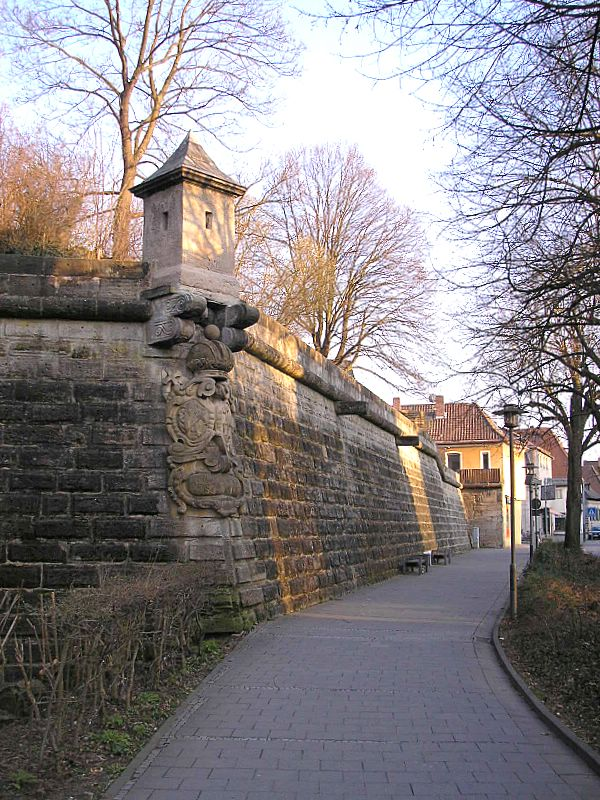
St.-Petri-Werk, Westflanke der Festung Forchheim
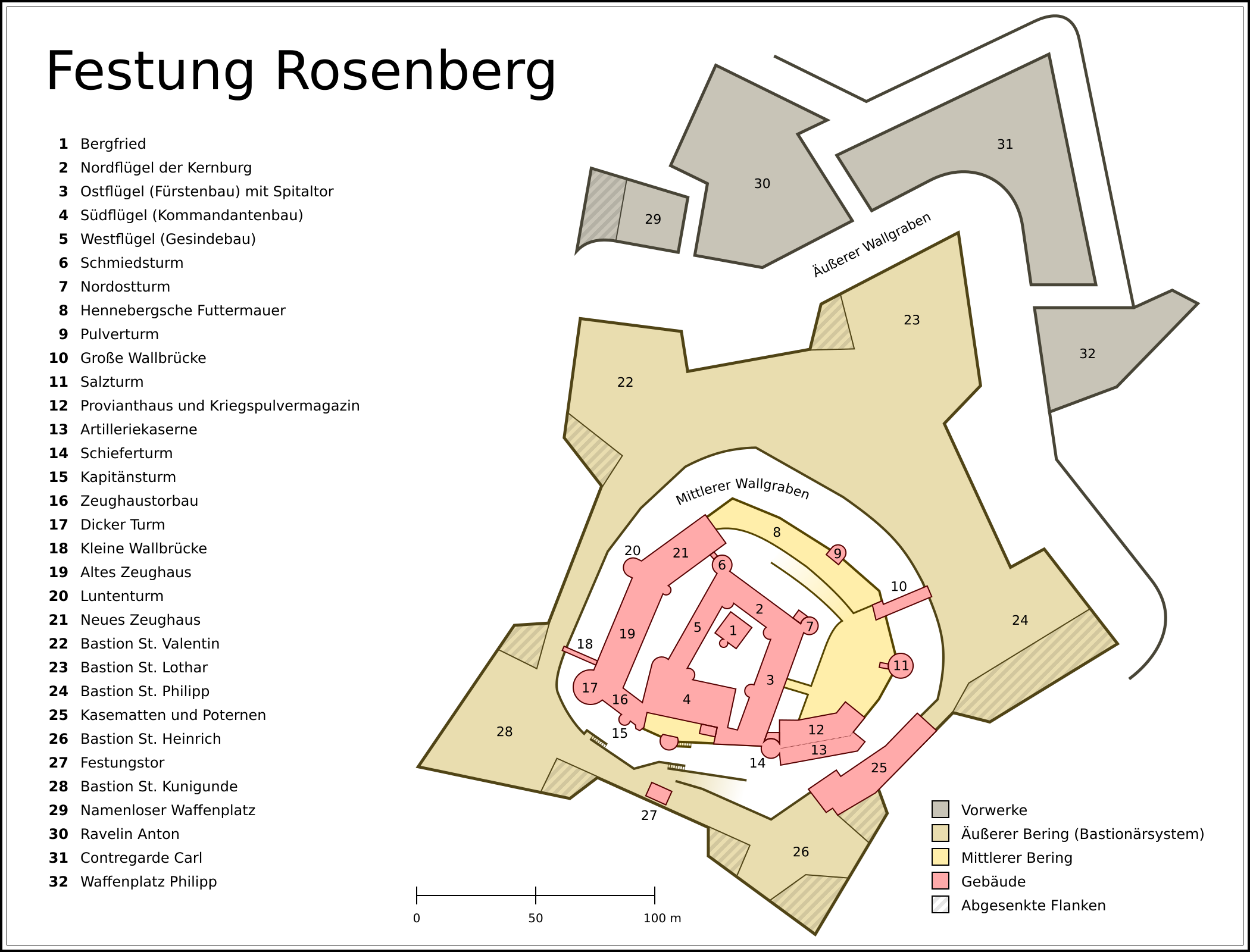
Grundriss der Festung Rosenberg
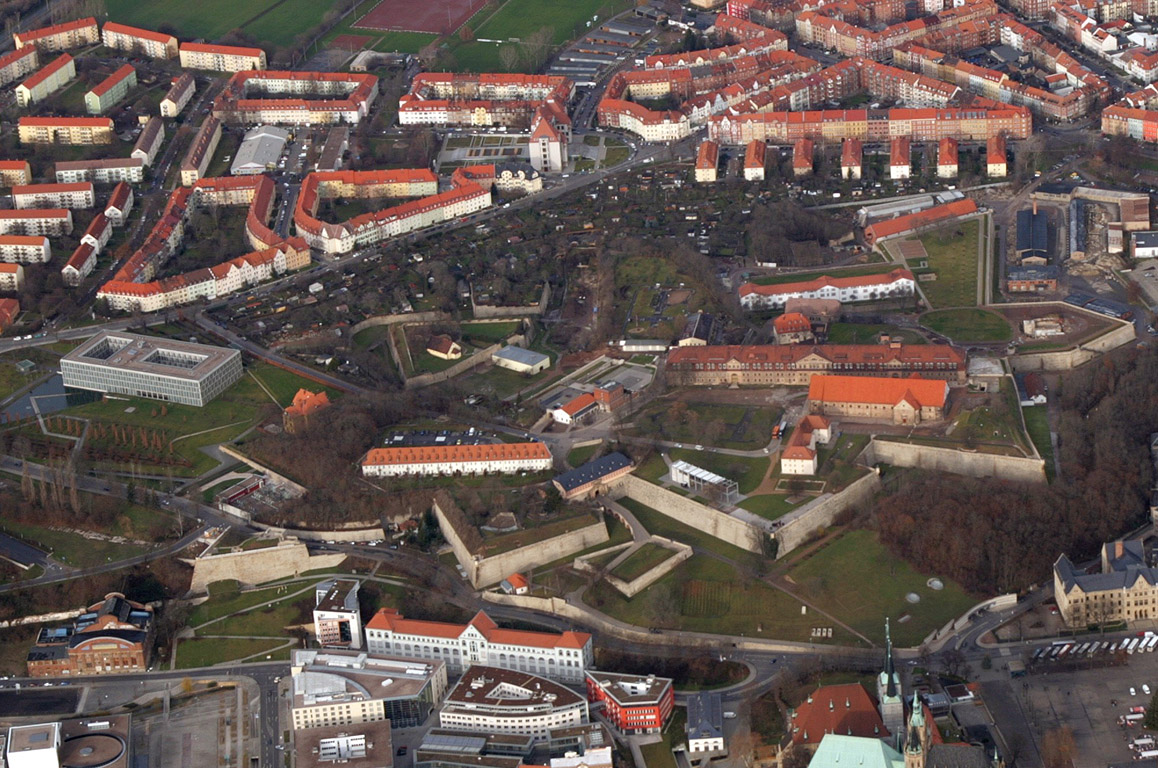
Zitadelle Petersberg in Erfurt
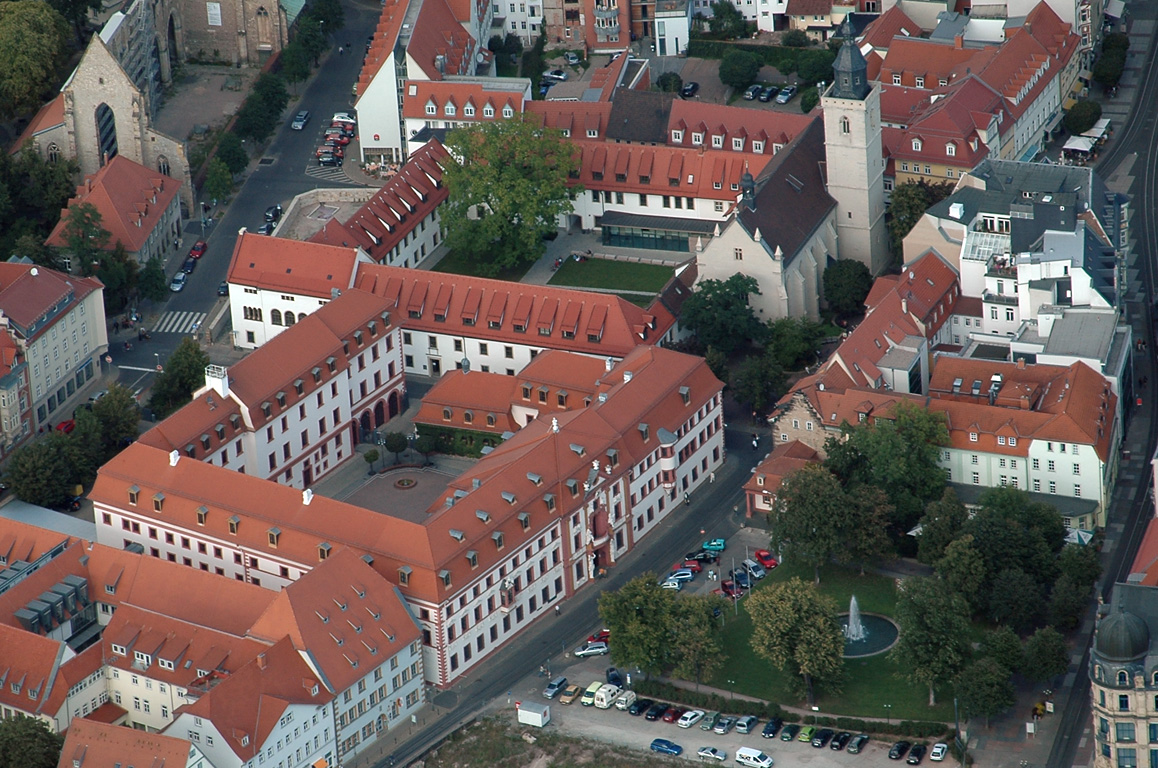
Kurmainzische Statthalterei in Erfurt
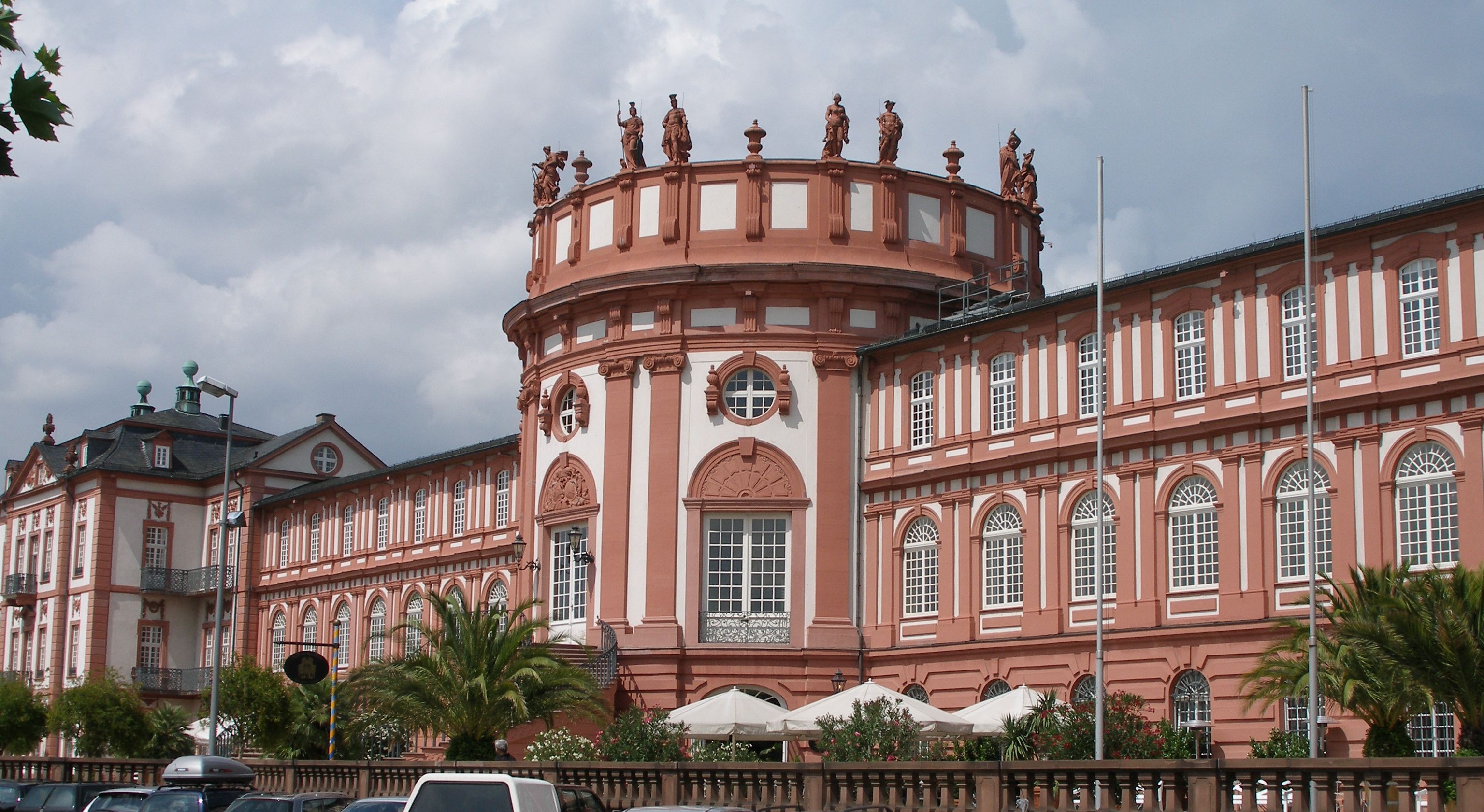
Schloss Biebrich
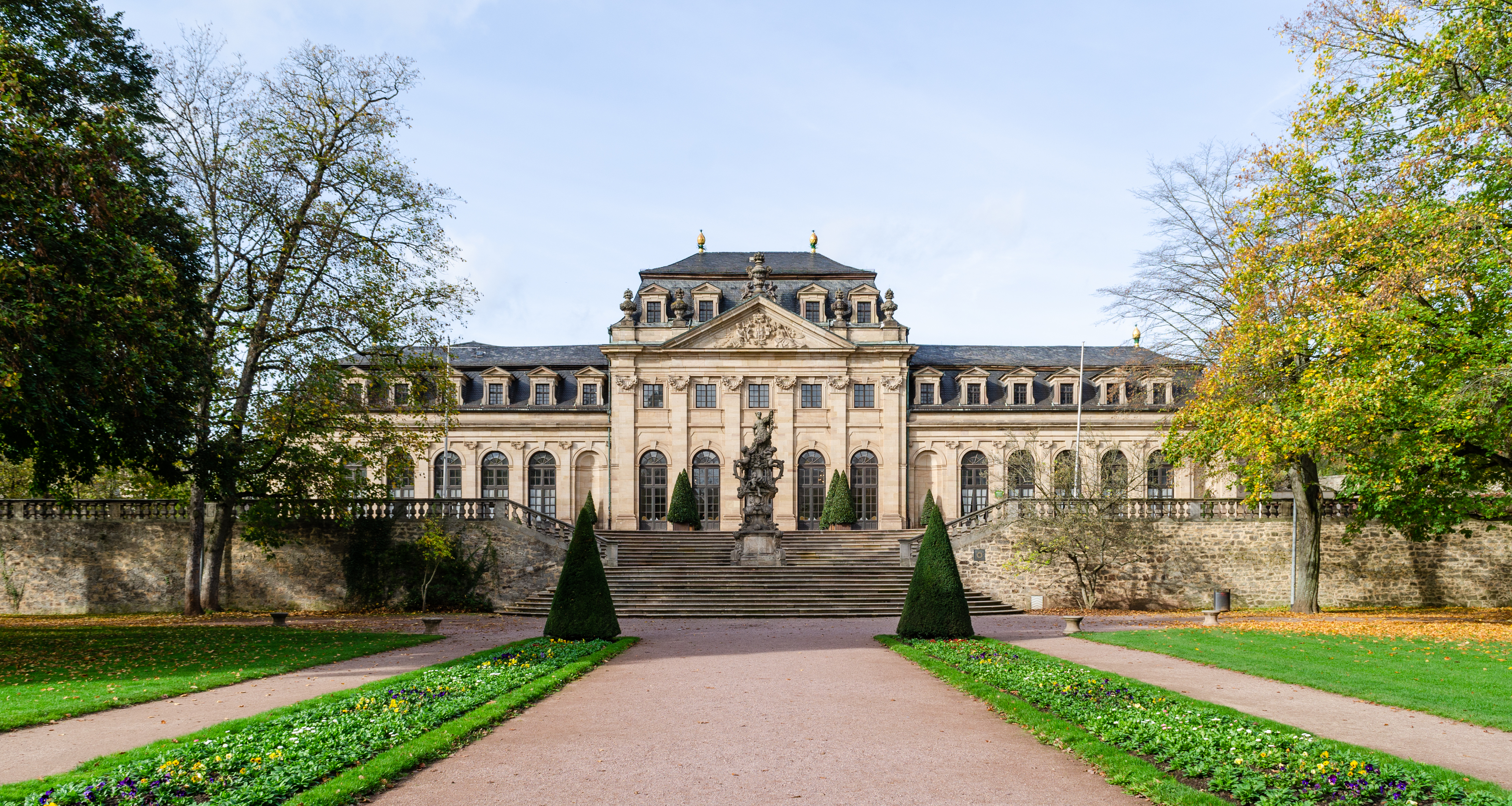
Orangerie Fulda

## Entwürfe
- Festungsbau:
  - Reichsfestung Philippsburg (1704/1705)